# Khao Kho
Khao Kho (taj. เขาค้อ) – szczyt w Tajlandii o wysokości 1174 m n.p.m., znajdujący się w prowincji Phetchabun. Góra należy do pasma Phetchabun.
Nazwa góry pochodzi prawdopodobnie od gatunków roślin: Schleichera oleosa lub Livistona speciosa. Oba w języku tajskim są określane jako Kho (taj. ค้อ) i występują w okolicach szczytu.
Na szczycie znajduje się pomnik upamiętniający śmierć cywili, żołnierzy i policjantów poległych w wewnętrznych walkach w latach 1965–1984 pomiędzy Komunistyczną Partią Tajlandii a Tajską Armią Królewską.